# Hazleton (Iowa)
Hazleton è un comune degli Stati Uniti d'America, situato nello Stato dell'Iowa, nella contea di Buchanan.

## Storia
Il nucleo originario del paese si formò nel 1853 quando E. W. Tenney aprì un emporio. Subito dopo venne aperto un ufficio postale e fu chiamato Hazelton perché l'insediamento si trovava in un bosco di noccioli (hazel in inglese). Quando venne realizzata la ferrovia, questa passava a pochi chilometri dal centro abitato che fu quindi spostato lungo la strada ferrata. Il sito dell'attuale Hazleton venne fondato il 10 dicembre 1873 e costituito ufficialmente il 12 luglio 1892.